# Luiz Ruffato
Luiz Ruffato (Cataguases, 4 de fevereiro de 1961) é um escritor brasileiro. Seu romance Eles eram muitos cavalos, de 2001, ganhou o Troféu APCA oferecido pela Associação Paulista de Críticos de Arte e o Prêmio Machado de Assis da Fundação Biblioteca Nacional. Em 2011, com a publicação do romance Domingos Sem Deus, concluiu a pentalogia Inferno Provisório.

## Biografia
Nascido em Cataguases, Minas Gerais em 1961, é filho de um pipoqueiro - filho, por sua vez, de imigrantes portugueses - e de uma lavadeira de roupas de origem norte-italiana. Formou-se em tornearia-mecânica pelo Senai e trabalhou como operário da indústria têxtil, pipoqueiro e atendente de armarinho durante a juventude. Graduou-se em Comunicação pela Universidade Federal de Juiz de Fora e trabalhou em diversos jornais até se mudar para São Paulo em 1990. Em 2003, abandonou a carreira de jornalista para se tornar escritor em tempo integral.

## Obras

### Primeiras Obras
Seu primeiro livro publicado foi O homem que tece (1979), poemas sobre o operariado e a classe média baixa brasileiros. Seu segundo livro publicado foi Histórias de Remorsos e Rancores (1998), reunião de sete contos que giram em torno dos mesmos personagens, moradores do beco do Zé Pinto, em Cataguases. Em resenha, o escritor Ivan Ângelo afirma que o autor demonstra “originalidade, ousadia formal, domínio da narrativa e do assunto, criação de uma linguagem que define o lugar e as pessoas”.
Em 2000, publicou (os sobreviventes), que recebeu menção especial do Prêmio Casa de las Américas. O livro é composto por seis contos, cujos personagens são pessoas comuns das classes baixa e média.
Ambos os livros, revistos e reescritos, foram incorporados ao projeto Inferno Provisório.

### Eles eram muitos cavalos
Seu primeiro romance, Eles eram muitos cavalos, publicado em 2001, recebeu o Troféu APCA e o Prêmio Machado de Assis da Fundação Biblioteca Nacional. Com uma estrutura não linear é composto por 70 fragmentos. O único elo entre eles é o fato de todas as narrativas ocorrerem em um só dia, o dia 9 de Maio de 2000 na cidade de São Paulo. O título do romance faz uma alusão ao poema de Cecília Meirelles, “Dos Cavalos da Inconfidência”.
O romance veio da ideia de Ruffato de escrever uma espécie de tributo sobre São Paulo, a cidade que o acolheu como a tantos outros brasileiros. A estrutura do livro surgiu da incapacidade de se apreender esta metrópole, devido a sua extrema dinamicidade e multiplicidade. Assim, o autor buscou outras maneiras de expor essa pluralidade no livro, valendo se de registros literários e não-literários como o estilo da publicidade, do teatro, do cinema, da música, da descrição, da narração, da poesia, etc. Ruffato afirma que o livro não é no seu ponto de vista um
“romance” tradicional, mas uma espécie de “instalação literária”.

### Inferno Provisório
Em 2005 iniciou com a obra Mamma, Son Tanto Felice a série Inferno Provisório, com cinco volumes. A série teve sequência com O Mundo Inimigo, publicada no mesmo ano. Depois vieram Vista Parcial da Noite (2006), O Livro das Impossibilidades (2008) e, finalmente, Domingos sem Deus (2011).
O projeto de Ruffato era o de ficcionalizar a história da classe operária brasileira desde meados do século XX até o início do século XXI. Cada volume trata de um período histórico específico dessa história. Segundo Ruffato em entrevista de 2008:
Mamma, son tanto Felice trata da questão do êxodo rural nas décadas de 50 e 60; O Mundo Inimigo discute a fixação do primeiro proletariado numa pequena cidade industrial (década de 60 e começo da de 70); Vista Parcial da Noite descreve o embate entre os imaginários rural e urbano, nas décadas de 70 e 80. O quarto volume, a ser publicado este ano [2008], O Livro das Impossibilidades, registra as mudanças comportamentais das décadas de 80 e 90. E, finalmente, o quinto e último volume [Domingos Sem Deus] chega até os nossos tempos, começo do séc. XXI.
O projeto foi concebido, segundo o autor, antes mesmo de publicar os seus dois primeiros livros. O núcleo da série estava nas narrativas de (Os sobreviventes) e de Historias de Remorsos e Rancores. As narrativas desses dois livros foram, inclusive, reescritas e reaproveitadas para os três primeiros volumes do projeto. Porém, a série só tomaria a forma final após a publicação de Eles eram muitos cavalos. Assim, desde a sua concepção a série levou cerca de 20 anos para ser concluída.

### Outras obras
Em 2007 foi selecionado para participar do Projeto “Amores Expressos”. O projeto se consistiu em apoiar viagens a diferentes cidades do mundo para escritores brasileiros, com o objetivo de que estes produzissem romances com a temática do “Amor”. Ruffato viajou a Lisboa, Portugal. Em 2009, Ruffato publicou o romance Estive em Lisboa e lembrei de você, resultado da sua participação no projeto. O livro conta a história de Sérgio, morador de Cataguases que, devido a uma série de infortunios da vida, vê na emigração para Portugal a solução para os seus problemas. Em Lisboa se vê enredado na difícil vida de imigrante.
Ruffato também escreveu livros de poesia com As máscaras singulares (2002) e Paráguas verdes (2011). Também escreveu um ensaio sobre o modernismo em Cataguases (2002). Participou de antologias de contos como o livro Geração 90: Manuscritos de Computador, organizado por Nelson de Oliveira. É também organizador de diversas antologias de contos, como 25 mulheres que estão fazendo a nova literatura brasileira (2005) e os contos de Luiz Fernando Emediato (2004).

## Lista de Obras

### Primeiras edições no Brasil[9]
Romance
- Eles eram muitos cavalos - São Paulo: Boitempo, 2001.
- Mamma, son tanto felice (Inferno Provisório: Volume I). Rio de Janeiro: Record, 2005.
- O mundo inimigo (Inferno Provisório: Volume II). Rio de Janeiro: Record, 2005.
- Vista parcial da noite (Inferno Provisório: Volume III). Rio de Janeiro: Record, 2006.
- De mim já nem se lembra. São Paulo: Moderna, 2007.
- O livro das impossibilidades (Inferno Provisório: Volume IV). Rio de Janeiro: Record, 2008.
- Estive em Lisboa e lembrei de você. São Paulo: Cia das Letras, 2009.
- Domingos sem Deus (Inferno Provisório: Volume V). Rio de Janeiro: Record, 2011.
- Inferno provisório (edição em volume único). São Paulo: Cia das Letras, 2016.
- Flores Artificiais. São Paulo: Cia das Letras, 2014.
- O verão tardio. São Paulo: Cia das Letras, 2019.
- O antigo futuro. São Paulo: Cia das Letras, 2022.

Poesia
- O homem que tece - Primeira edição - Juiz de Fora: Roseta Publicações, 1979. Segunda edição, Porto Alegre: Peripécia, 2023.
- As máscaras singulares - São Paulo: Boitempo, 2002.
- Paráguas verdes - São Paulo: Ateliê Acaia, 2011.
- O amor encontrado - São Paulo - Edição não comercial, 2013.
- Manhãs de sabre – São Paulo: Faria e Silva, 2021.

Crônica
- Minha primeira vez - Porto Alegre: Arquipélago, 2014.
- Ninguém em casa – Curitiba: Maralto, 2021

Infantil
- A história verdadeira do Sapo Luiz - São Paulo: DSOP, 2014.

Ensaio
- Os ases de Cataguases (uma história dos primórdios do Modernismo) - Cataguases: Fundação Francisca de Souza Peixoto, 2002
- A revista Verde, de Cataguases (contribuição à história do Modernismo) – Belo Horizonte: Autêntica, 2022.
- Um deserto de estranhas veredas (Entrevista a Eloésio Paulo) – Curitiba: Maralto, 2023.

Conto
- A cidade dorme - São Paulo: Cia das Letras, 2018.

Organização de coletâneas
- RUFFATO, Luiz; RUFFATO, Simone (orgs.). Fora da ordem e do progresso - São Paulo: Geração Editorial, 2004.
- EMEDIATO, Luiz Fernando. Trevas no paraíso: histórias de amor e guerra nos anos de chumbo - Organização de Luiz Ruffato - São Paulo: Geração Editorial, 2004.
- 25 mulheres que estão fazendo a nova Literatura Brasileira - Rio de Janeiro: Record, 2005.
- Mais 30 mulheres que estão fazendo a nova Literatura Brasileira - Rio de Janeiro: Record, 2005.
- Tarja preta - Rio de Janeiro: Objetiva, 2005.
- Quando fui outro - Rio de Janeiro: Objetiva, 2006.
- Entre nós: contos sobre homossexualidade - Rio de Janeiro: Língua Geral, 2007
- Leituras de Escritor. Coleção Comboio de Corda - São Paulo: Edições SM, 2008.
- Questão de Pele - Rio de Janeiro: Língua Geral, 2009
- Francisco Inácio Peixoto em Prosa e Poesia - Cataguases, Instituto Francisca de Souza Peixoto, 2008.
- Contos antológicos de Roniwalter Jatobá - São Paulo: Nova Alexandria, 2009.
- Mário de Andrade: seus contos preferidos - Rio de Janeiro: Tinta Negra, 2011.
- A alegria é a prova dos nove - São Paulo: Globo, 2011.
- Sabe com quem está falando? contos sobre corrupção e poder - Rio de Janeiro: Língua Geral, 2012.
- Todos os possíveis caminhos, de Ascânio Lopes - Cataguases: Fundação Francisca de Souza Peixoto, 2005.
- Entre as quatro linhas: contos sobre futebol - São Paulo: DSOP, 2013.
- 24 contos paranaenses. Curitiba: Biblioteca Pública do Paraná, 2014.
- Nos idos de março: A ditadura militar na voz de 18 autores brasileiros. São Paulo: Geração, 2014.
- Uns e outros: contos espelhados. Porto Alegre: Dublinense, 2017. (Com Helena Terra.)
- Presépio e outros contos de Natal - São Paulo: SESI-SP Editora, 2018.
- Uma pátria chamada infância - Curitiba: Positivo, 2019.
- O escrivão Coimbra e outros contos, de Machado de Assis - São Paulo: Carambaia, 2021.
- Der schwarze Sohn Gottes – 16 Fussballgeschichten aus Brasilien. Tradução de Michael Kegler - Berlim/Hamburgo: Assoziation A, 2013.
- O conto brasileiro contemporâneo - Arnes: Edición Laiovento, 2011. (Com Carmen Vilariño Pardo.)
- Pilkun Paikka – Brasilialaisia Jalkapallotarinoita. Tradução de Jyrki Lappi-Seppälä -Helsinki: Aviador, 2014.
- Brésil 25 – 2000-2015. Diversos tradutores - Paris: Metailié, 2015.
- Quando fui outro, de Fernando Pessoa - Carnaxide: Objectiva, 2010.
- Quando fui outro, de Fernando Pessoa - Lisboa: Companhia das Letras Portugal, 2017.

Participações em Antologias
- Olívia. In: Marginais do Pomba - Cataguases, Fundação Cultural Francisco Inácio Peixoto, 1985, p. 69-73.
- O profundo silêncio das manhãs de domingo. In: Novos contistas mineiros - Porto Alegre, Mercado Aberto, 1988, p. 83-85.
- Lembranças. In: 21 contos pelo telefone - São Paulo, DBA, 2001, p. 73-75.
- O ataque. In: OLIVEIRA, Nelson de (org.). Geração 90: manuscritos de computador - São Paulo: Boitempo Editorial, 2001, p. 223-238.
- Depoimento. In: MARGATO, Isabel e GOMES, Renato Cordeiro (org.). Espécies de espaço: territorialidades, literatura, mídia - Belo Horizonte: Editora UFMG, 2008.
- O prefeito não gosta que lhe olhem nos olhos. In: PENTEADO, Rodrigo (org.). Corrupção – 18 contos. Transparência Brasil/Ateliê, 2002, p. 71-73.
- André (a.C.). In: DENSER, Márcia (org.). Os apóstolos – doze revelações - São Paulo: Nova Alexandria, 2002, p. 24-35.
- Vertigem. In: GARCIA-ROZA, Lívia (org.). Ficções fraternas - Rio de Janeiro: Record, 2003, p. 71-87.
- Paisagem sem história. In: FREIRE, Marcelino; OLIVEIRA, Nelson de (orgs.). PS: SP - São Paulo, Ateliê, 2003, p. 58-63.
- Assim. In: FREIRE, Marcelino (org.). Os cem menores contos brasileiros do século - São Paulo, Ateliê, 2004, p. 52.
- Paisagem sem história. In: Geração Linguagem - São Paulo, Sesc-SP/Lazuli, 2004, p. 67-74.
- Kate (Irinéia). Inspiração - São Paulo, F.S Editor, 2004, p. 111-113.
- O profundo silêncio das manhãs de domingo. In: RESENDE, Beatriz (org.). A literatura latino-americana do século XXI - Rio de Janeiro, Aeroplano, 2005, p. 56-66.
- Sem remédio. In: Tarja preta - Rio de Janeiro, Objetiva, 2005, p. 65-77.
- Cicatrizes (uma história de futebol). In: COELHO, Eduardo (org.). Donos da bola - Rio de Janeiro, Língua Geral, 2006, p. 86-96.
- Mirim. In: LAJOLO, Marisa (org.). Histórias de quadros e leitores - São Paulo, Moderna, 2006, p. 75-81.
- Trens. In: MORAES, Angélica (org.). O trem – crônicas e contos em torno da obra de Thomaz Ianelli - São Paulo, Metalivros, 2006, p. 57-63.
- O repositor. In: GONÇALVES, Magaly Trindade; AQUINO, Zélia Thomas; BELLODI, Zina C. (orgs.). Antologia comentada de literatura brasileira – poesia e prosa - Petrópolis, Vozes, 2007, p. 533-534.
- Ciranda. In: OLIVEIRA, Nelson de (org.). Cenas da favela – as melhores histórias da periferia brasileira - Rio de Janeiro, Geração Editorial, 2007, p. 118-130.
- Paisagem sem história. In: MOREIRA, Moacyr Godoy (org.). Contos de agora – audiobook - São Paulo: Livro Falante, 2007.
- A solução. In: CHAO, Stephane (Org.). Antologia Pan-americana de Contos - Rio de Janeiro: Record, 2010.p. 153-160.
- Os invisíveis (Italianos na Zona da Mata de Minas Gerais). In: Minas; estado de espírito. Fotografias de José Caldas. São Paulo: Olhares, 2010, p. 65-72.
- Destinos. In: COELHO, Eduardo; DEBELLIAN, Marcio (Org.). Liberdade até agora. Rio de Janeiro: Móbile, 2011. p. 206-210.
- Minha vida. In: PRIETO, Heloísa (Org.). Infâncias - Rio de Janeiro: Escrita Fina, 2011. p. 21-25.
- Água estagnada. In: São Paulo 1971-2011: história recente, versões literárias, resíduos visuais - São Paulo: Olhares, 2012. p. 17-23.
- Milagres. In: CARPINEJAR, Fabrício (Org.). Bem-vindo: Histórias com as cidades de nomes mais bonitos e misteriosos do Brasil - Rio de Janeiro: Bertrand Brasil, 2012, p. 37-52.
- Gol de letras. In: DILGER, Gerhard (Org.). Resistências no país do futebol: A Copa em contexto - São Paulo: Fundação Rosa de Luxemburgo, 2014. p. 109-110.
- Tem que haver um território. In: DAMAZIO, Reynaldo; PROENÇA, Ruy; MELO, Tarso de. (Org.). Outras ruminações: 75 poetas e a poesia de Donizete Galvão. São Paulo: Dobra editorial, 2014, p. 63.
- Minha primeira namorada. In: BORGES, Pedro (Org.). Isto é... escola! Contos, crônicas e poemas de quem já esteve lá. - São Paulo: Bamboo, 2015. p. 28-33.
- Legenda áurea. In: PERIN, Gilberto. Fotografias para imaginar - Porto Alegre: Mutiarte, 2015, p. 60-63.
- O dia em que encontrei meu pai. In: PEREIRA, Rogério (Org.). Algumas vozes: narrativas contemporâneas - Curitiba: Instituto Paranaense de Arte, 2017. p. 115-120.
- Minha primeira vez; Voando pelos ares; Minha primeira namorada; O dia mais triste da minha vida; Um presente de Natal. In: PEREIRA, Rogério (Org.). A vida íntima das histórias - Curitiba: Instituto Paranaense de Arte, 2018. p. 129-149.
- A alegria. In: VAN DEURSEN, Felipe (Ed.). Realidade alternativa: 24 contos além da imaginação - São Paulo: Abril, 2018. p. 71-78.
- Os sapatos novos do Luizinho. In: TOLEDO, Andrea (Org.). Conta aqui, conta lá!!! - Cataguases: Instituto Cidade de Cataguases, 2018. p. 20.
- O dia em que encontrei meu pai. In: DEAK, Anita (Org.). Contos brutos: 33 textos sobre autoritarismo - São Paulo: Reformatório, 2019. p. 11-116.

### Traduções[9]
Alemão
- Es waren viele Pferde [Eles eram muitos cavalos]. Tradução Michael Kegler. Berlim / Hamburg: Assoziation A, 2012.
- Mama, es geht mir gut [Mama son tanto felice]. Tradução de Michael Kegler. Berlim / Hamburg: Assoziation A, 2013
- Feindliche Welt [Mundo inimigo]. Tradução de Michael Kegler. Berlin / Hamburg: Assoziation A, 2014
- Ich war in Lissabon und dachte an dich [Estive em Lisboa e lembrei de você]. Berlin / Hamburg: Assoziation A, 2015
- Teilansicht der Nacht [Vista parcial da noite]. Tradução de Michael Kegler. Berlim / Hamburg: Assoziation A, 2017
- Das Buch der Unmöglichkeiten [O livro das impossibilidades]. Tradução de Michael Kegler. Berlim / Hamburg: Assoziation A, 2019.

Espanhol
- Ellos eran muchos caballos [Eles eram muitos cavalos]. Tradução Mario Camara. Buenos Aires: Eterna Cadencia, 2010.
- Estuve en Lisboa y me acordé de ti. [Estive em Lisboa e lembrei de você]. Tradução Mario Camara. Buenos Aires: Eterna Cadencia, 2011.
- Mamma, son tanto Felice. Tradução Maria Cristina Hernández Escobar. Cidade do México: Elephas, 2011.
- El mundo enemigo [O mundo inimigo]. Tradução Maria Cristina Hernández Escobar. Cidade do México: Elephas, 2012.
- Ellos eran muchos caballos [Eles eram muitos cavalos]. Tradução Mario Camara. Bogotá: Rey + Naranjo, 2012.
- Vista parcial de la noche [Vista parcial da norte]. Tradução Maria Cristina Hernández Escobar. Cidade do México: Elephas, 2014.
- El libro de las imposibilidades [O livro das impossibilidades]. Tradução Paula Abramo. Cidade do México: Elephas, 2015.
- Domingos sin Dios [Domingos sem Deus]. Tradução Paula Abramo. Cidade do México: Elephas, 2016.
- De mí ya ni te acuerdas [De mim já nem se lembra]. Tradução Paula Abramo. Guadalajara: Pollo Blanco, 2018.
- Lo que nos une. Tradução Paula Abramo, Pablo Cardellino, Ezequiel Zaidenwerg. Cidade do México: Brigada para Leer en Libertad, 2019.

Francês
- Tant et tant de chevaux [Eles eram muitos cavalos]. Tradução Jacques Thiériot. Paris: Éditions Métailié, 2005.
- Des gens heureux [Mamma, son tanto felice]. Tradução Jacques Thiériot. Paris: Éditions Métailié, 2007.
- Le monde ennemi [O mundo inimigo]. Tradução Jacques Thiériot. Paris: Éditions Métailié, 2010.
- À Lisbonne, j'ai pensé à toi [Estive em Lisboa e lembrei de você]. Tradução de Mathieu Dosse. Paris: Chandeigne, 2015.

Italiano
- Come tanti cavalli [Eles eram muitos cavalos]. Tradução Patrizia di Malta. Milão: Bevivino Editore, 2003.
- Sono stato a Lisbona e ho pensato a te [Estive em Lisboa e lembrei de você]. Tradução Gian Luigi de Rosa. Roma: La Nuova Frontiera: 2011.

Português
- Eles eram muitos cavalos. Espinho: Quadrante Edições, 2006.
- Estive em Lisboa e lembrei-me de ti [Estive em Lisboa e lembrei de você]. Lisboa: Quetzal Edições, 2010.
- De mim já nem se lembra. Lisboa: Tinta da China, 2012.

Participações em antologias no exterior
- A mancha. In: MÃE, Valter Hugo et alli (orgs.). Putas: novo conto português e brasileiro. Porto: Quasi, 2002, p. 149-161.
- L’última volta. In: Scrittori brasiliani. A cura di Giovanni Ricciardi. Trad. Jéssica Falconi. Napoli, Túlio Pironti, 2003, p. 611-612 (651-643).
- La demolición; la solución. In: NÁPOLI, Cristian de (org.). Terriblemente felices – nueva narrativa brasileña.. Buenos Aires, Emecê, 2007, p. 127-146.
- II profondo silenzio della domenica mattina. In: Il Brasile per le strade. A cura di Silvia Marianecci. Roma, Azimut, 2009, p. 61-74.
- Estação das águas. In: OLIVEIRA, Celina de; MATEUS, Victor Oliveira (orgs.). Um rio de contos – antologia luso-brasileira. Dafundo, Tágide, 2009, p. 152-155.
- Taxi. In: Brazil – a traveler’sem literary companion. Edited by Alexis Levitin. *Translated by Alison Entrekin. Berkeley, Wheresabout, 2010, p. 87-94.
- MARIANECCI, Silvia (org.). Latino americana: II Brasile per Le Strade. Itália: Azimut, 2009.

Contos em periódicos estrangeiros
- The mark (A mancha). Brasil/Brazil, n. 24, ano 13, 2000. Translated by Marguerite Harrison, p. 77-86.
- Gua!. Grumo, n. 3, jul. 2004. Buenos Aires/Rio de Janeiro, p. 100-101.
- La démolition (A demolição). MEET, n. 9, nov. 2005, Maison des Écrivains Étrangers et des Tracduteurs de Saint Nazaire (France). Traduite de portugais (Brésil): Sébastien Roy. p. 51-57.
- La solution (A solução). Riveneuve – Continents, n. 2, printemps 2005, Marseille (France). Traduit de portugais (Brésil) par Luciana Uchôa, p. 245-252.
- A demolição. Maldoror – revista de la ciudad de Montevideo, n. 24, mayo 2006, p. 156-159.
- Haveres. Correntes d’Escritas, n. 6, fev. 2007, Póvoa do Varzim (Portugal), p. 27-30.
- Sorte teve a Sandra. Egoísta, n. 33, dez. 2007, Estoril (Portugal), p. 53-55.
- Ecos. Egoísta, n. 34, mar. 2008, Estoril (Portugal), p. 50.
- A cidade dorme. Sítio, n. 4, abr. 2008, Torres Vedras (Portugal), p. 5.
- Ellos eran muchos caballos (fragmentos). Quimera, n. 312, nov. 2009, Barcelona (Espanha), p. 54-57.

## Prêmios e Reconhecimento
- 2001 - Prêmio APCA de Melhor Romance - "Eles eram muitos cavalos"[10]
- 2001 - Menção Especial no Prêmio Casa de las Américas
- 2005 - Selecionado para Bolsa Vitae[11]
- 2006 - Finalista do Prêmio Portugal Telecom[12]
- 2007 - Finalista Prêmio Jabuti
- 2012 - Finalista Premio São Paulo de Literatura[13]
- 2013 - Prêmio Casa de las Américas - “Domingos Sem Deus”[14]
- 2015 - Prêmio Jabuti - “A história verdadeira do sapo Luiz“
- 2015: Escritor Galego Universal - Asociación de Escritores en Lingua Galega.[15]
- 2016: Prêmio Internacional Hermann Hesse 2016